# Usoża
Usoża (ros. Усожа) – wieś (sieło) w Rosji, w obwodzie briańskim, w rejonie komariczskim. W 2010 liczyła 369 mieszkańców.